# Paramount-Long Meadow
Paramount-Long Meadow és una concentració de població designada pel cens dels Estats Units a l'estat de Maryland. Segons el cens del 2000 tenia 2.722 habitants.

## Demografia
Segons el cens del 2000, Paramount-Long Meadow tenia 2.722 habitants, 985 habitatges, i 778 famílies. La densitat de població era de 378 habitants per km².
Dels 985 habitatges en un 32% hi vivien nens de menys de 18 anys, en un 69,4% hi vivien parelles casades, en un 7,2% dones solteres, i en un 21% no eren unitats familiars. En el 18,3% dels habitatges hi vivien persones soles el 8,6% de les quals corresponia a persones de 65 anys o més que vivien soles. El nombre mitjà de persones vivint en cada habitatge era de 2,59 i el nombre mitjà de persones que vivien en cada família era de 2,95.
Per edats la població es repartia de la següent manera: un 23,2% tenia menys de 18 anys, un 5,3% entre 18 i 24, un 21,1% entre 25 i 44, un 28,7% de 45 a 60 i un 21,7% 65 anys o més.
L'edat mediana era de 45 anys. Per cada 100 dones de 18 o més anys hi havia 86,8 homes.
La renda mediana per habitatge era de 71.591 $ i la renda mediana per família de 82.072 $. Els homes tenien una renda mediana de 58.015 $ mentre que les dones 27.500 $. La renda per capita de la població era de 29.309 $. Entorn del 2,1% de les famílies i l'1,5% de la població estaven per davall del llindar de pobresa.

## Poblacions més properes
El següent diagrama mostra les poblacions més properes.